# Pinus strobus
Il pino strobo, detto anche pino bianco americano o pino di Weymouth, è una grande conifera nativa del Nord-America orientale.

## Morfologia

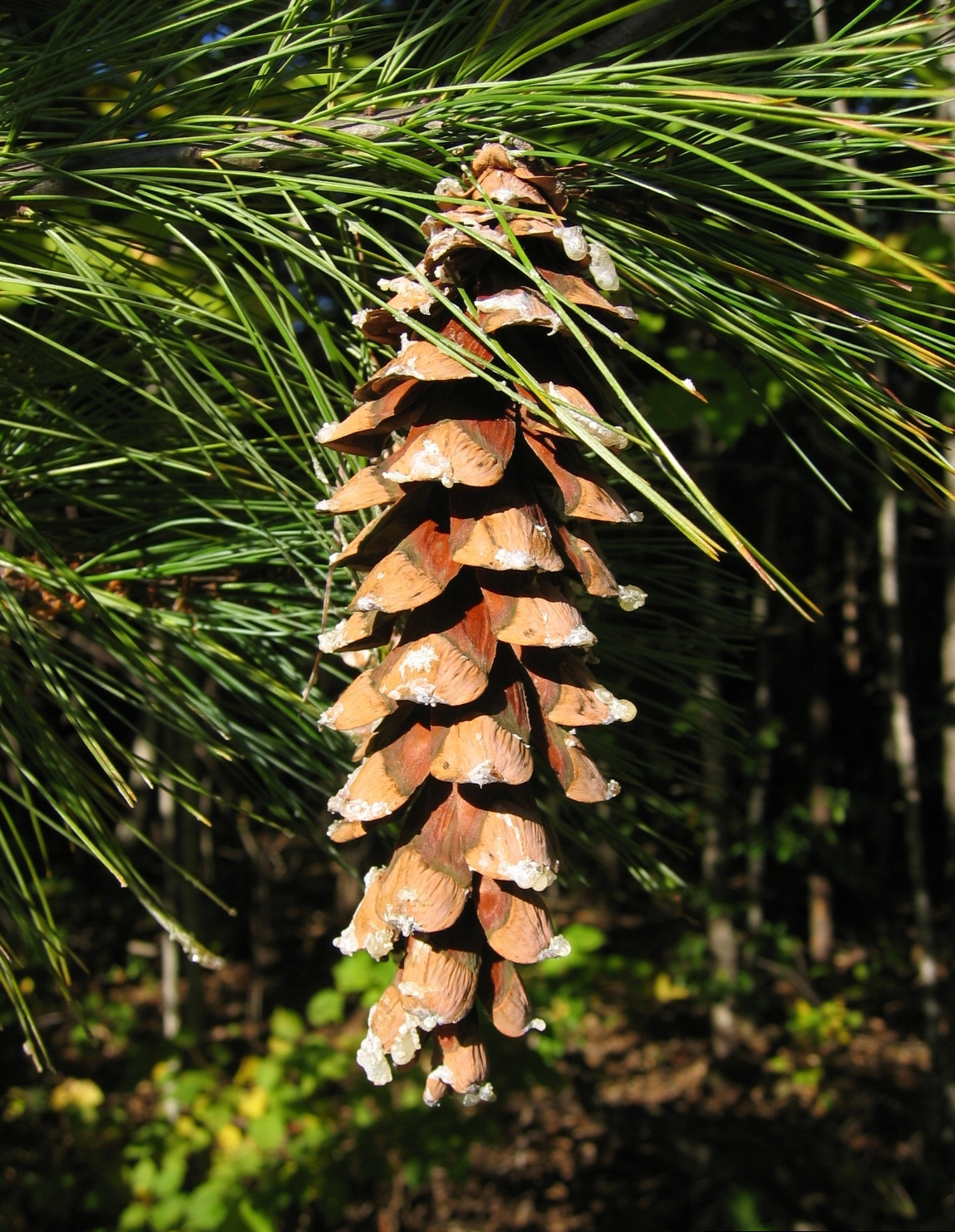
Pigna di pino strobo

È un albero di grandi dimensioni, il più alto del nord-America ad est delle Montagne Rocciose. Raggiunge spesso i 40-45 metri ed in casi eccezionali supera i 50 metri. Il Boogerman Pine, nel Parco nazionale delle Great Smoky Mountains, era alto 63 metri prima di perdere la cima durante un uragano in ottobre del 1995. Attualmente è alto 57,54 metri.
Come in tutti i pini del sottogenere strobus, gli aghi del pino strobo crescono in mazzetti di 5 (raramente 3 o 4), con una guaina decidua. Sono flessibili, strettamente serrati e di colore blu-verde, con lunghezza di 5–13 cm. 
Le pigne sono lunghe 8–16 cm e larghe 4–5 cm quando sono aperte, con apice arrotondato e la parte terminale leggermente incurvata. I semi sono lunghi 4–5 mm e sono dotati di un'aletta di 15–20 mm che permette la loro migliore dispersione col vento.
Possono vivere facilmente fino a 200-250 anni e in alcuni casi superare i 400. L'età di un esemplare nei pressi di Syracuse nello Stato di New York è stata misurata negli anni ottanta ed è risultata essere di 458 anni.
Ha un potere calorifico molto alto.

## Distribuzione e habitat
Originariamente gran parte del Nord America nord-orientale era coperto da foreste di pino strobo, ma in seguito a disboscamenti intensivi nel '700 e '800 solo una minima parte degli alberi originali è rimasta. Attualmente il pino strobo è presente a nord dalla penisola di Terranova fino al Minnesota, spingendosi a sud lungo la catena degli Appalachi fino alla parte settentrionale della Georgia.
L'esploratore inglese George Weymouth, cui deve il nome con cui è noto in Gran Bretagna, tentò di trapiantarli in Inghilterra nel 1620, ma non sopravvissero a lungo perché attaccati dal fungo Cronartium ribicola (white pine blister rust in inglese). È stato poi introdotto in Europa come albero ornamentale verso la metà del 1800 e ormai cresce spontaneamente in alcune zone dell'Europa, come la Polonia, la Repubblica Ceca, ma anche nell'Italia Settentrionale.
Il pino strobo preferisce terreni ben drenati e climi freschi e umidi, ma cresce a volte anche in aree acquitrinose e in altopiani rocciosi.

## Usi
In passato il legno del pino strobo era molto ricercato per costruire l'alberatura delle navi a vela. Grandi quantità di legname furono vendute alla Royal Navy per tale uso. Nell'epoca coloniale degli Stati Uniti era molto usato per l'edilizia, l'arredamento e la pavimentazione di case. In seguito fu gradualmente sostituito da specie più pregiate. Tuttavia il pino strobo è ancora molto coltivato in selvicoltura in diverse aree degli Stati Uniti.
Gli aghi di questa specie hanno un contenuto di vitamina C cinque volte superiore, in peso, ai limoni. Vengono quindi usati per preparare tisane.
La resina è usata per l'impermeabilizzazione di natanti ed è impiegata anche dall'industria chimica per la produzione di trementina.